# Klaus Hänsch
Klaus Hänsch (Szprotawa, 15. prosinca 1938.), njemački političar (SPD), predsjednik Europskog parlamenta od 1994. do 1997. Unutar parlamenta sjedio je kao pripadnik Stranke europskih socijalista.